# London Economic Conference

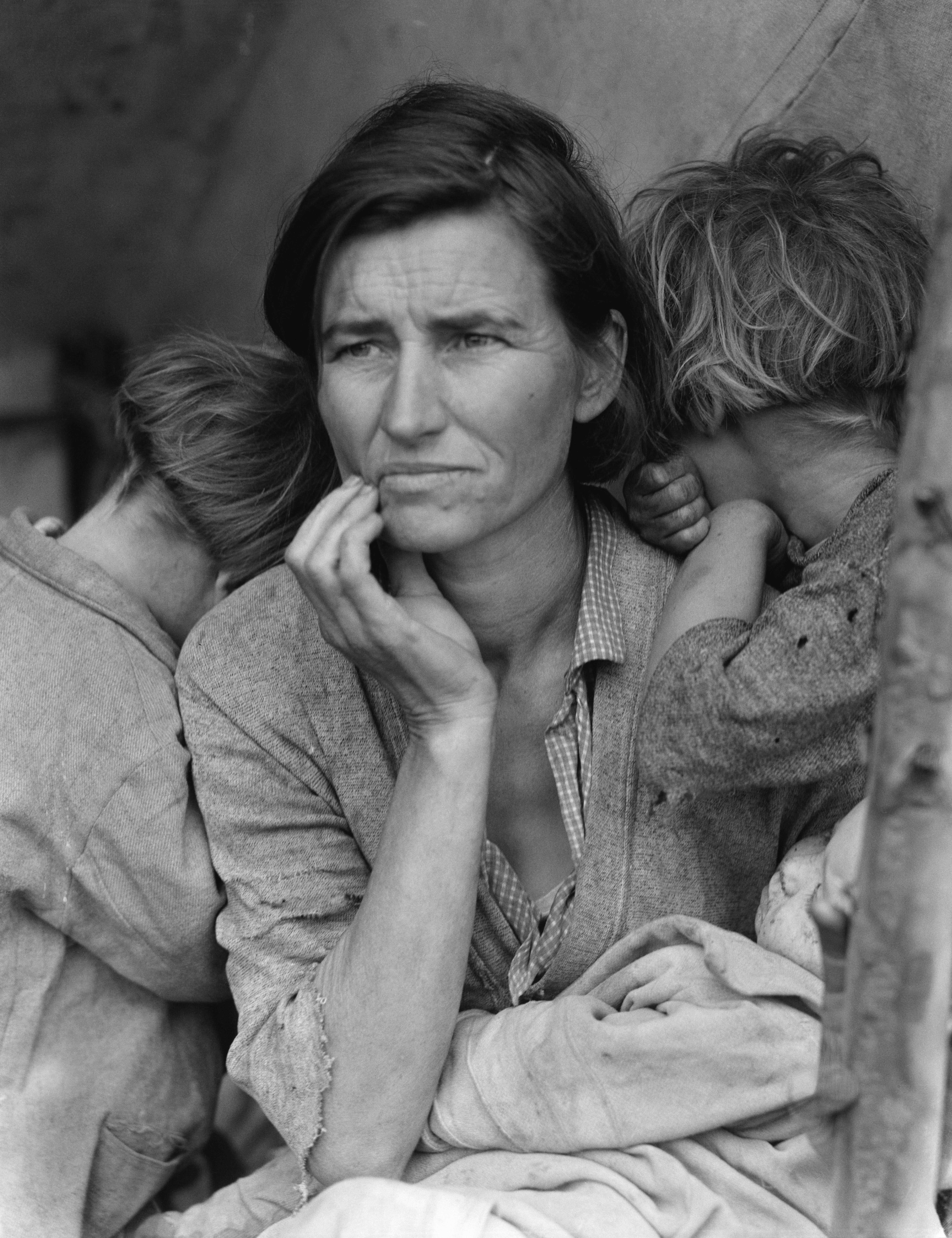
Stora depressionen

London Economic Conference var ett möte som hölls i London, England, Storbritannien i juni 1933 med 66 länder som deltog. Målet var att hejda den stora depressionen. Då USA:s president Franklin D. Roosevelt var på semester och åkte i sin båt på Stilla havet lämnade han ett radiomeddelande, där han kritiserade mötet för att försöka stabilisera valutor, och meddelade indirekt att USA inte skulle delta i förhandlingarna.